# Eriocnemis glaucopoides
Eriocnemis glaucopoides е вид птица от семейство Колиброви (Trochilidae).

## Разпространение
Видът е разпространен в Аржентина и Боливия.